# 이선구 (배구인)
이선구(1952년 3월 5일 ~ )는 대한민국의 전직 배구 선수이자 배구 지도자이다. 2017년 대한배구협회 수석 부회장에 선임되었다.

## 선수 경력
1972년 하계 올림픽과 1976년 하계 올림픽 대한민국 남자 배구 국가대표팀으로 활약하였다.

## 수상

### 감독
GS칼텍스 서울 KIXX
- V-리그: 2013-14
- KOVO컵: 2012